# Linyphia lambda
Linyphia lambda là một loài nhện trong họ Linyphiidae.
Loài này thuộc chi Linyphia. Linyphia lambda được Frederick Octavius Pickard-Cambridge miêu tả năm 1902.